# Homilije in govori
Homilije in govori (italijansko Omelie e discorsi) je delo papeža Benedikta XVI. iz leta 2005.
Prvi del predstavlja homilija takrat še kardinala Josepha Ratzingerja 8. aprila 2005 ob pogrebu papeža Janeza Pavla II., nato še njegova homilija pri maši pred konklavom, govor ob zaključku konklava, homilija ob začetku pontifikata, govor predstavnikom družbenih občil, govor s srečanja z raznimi predstavniki ter zastopniki, romarji iz Nemčije ter homilija ob ustoličenju.